# درآمدی به منطق جدید
درآمدی به منطق جدید کتابی مقدماتی راجع به منطق جدید اثر ضیاء موحد است که در سال ۱۳۶۸ منتشر شد. این کتاب از اولین کتاب‌هایی است که به معرفی منطق جدید به زبان فارسی می‌پردازد و در سال ۱۳۶۸ به‌عنوان کتاب سال برگزیده شد. این کتاب در سال ۱۳۹۳ به چاپ دهم رسید.